# 九州テレメッセージ
九州テレメッセージ（きゅうしゅうテレメッセージ）は、かつて1980年代後半から1990年代にかけて福岡をサービスエリアとしてポケットベルなどの事業を行っていた企業。

## 概要
当時はキューティーエムの通称で知られ、1990年代中盤の爆発的なポケベル人気の中でNTTドコモと並んで加入者を急増させたが、その後ポケベル人気の中核をなしていた高校生から20代前半の若者らが携帯電話やPHSに急速に移行したことから基地局などの通信設備が過剰となり、その減価償却などに苦しむこととなった。

## 沿革
- 1987年
  - 3月11日 - 発起人会[1]
  - 4月1日 - 設立[1]
  - 9月25日 - 第一種電気通信事業許可
  - 11月 - 契約約款設定認可[2]
- 1988年
  - 2月5日 - 無線局免許[2]
  - 2月22日 - 開業[2][3]
- 1993年3月4日 - レンタル契約台数10万台達成
- 1994年9月19日 - レンタル契約台数15万台達成
- 1995年3月1日 - ポケットベル買取制度発足
- 1996年
  - 4月2日 - フリーワード19文字(40桁)送信開始
  - 7月1日 - 熊本、山口との「マルチエリアサービス」を開始
  - 12月1日 - 「スーパーフレックスサービス」を開始
  - 12月10日 - 東京広域、広島、愛媛、香川、鹿児島との「マルチエリアサービス」を開始
- 1997年
  - 1月27日 - 「ボイスメールサービス」を開始
  - 4月1日 - 中部、岡山、宮崎との「マルチエリアサービス」を開始
  - 5月19日 - 「情報提供サービス」を開始
- 1999年11月12日 - 臨時株主総会を開き、会社解散を決議[4]
- 2000年
  - 1月31日 - 事業廃止を郵政大臣が許可[4]
  - 2月1日 - 解散[4]
  - 2月7日 - 福岡地裁へ特別清算を申請

## 通信端末
詳細はテレメッセージ内の通信端末を参照のこと。

## 宣伝活動など

### イメージキャラクター
- イッセー尾形
- 遠山景織子
- 小島聖
- 高田純次
- 佐藤藍子